# Ana Dias
Ana Maria Guerreiro Dias (Faro, 15 januari 1974) is een voormalige Portugese atlete. Naast de 5000 en de 10.000 m liep ze ook halve en hele marathons. Zij nam viermaal deel aan de Olympische Spelen, maar won hierbij geen medailles.

## Biografie
In 2003 werd Dias vierde op de marathon van Berlijn in een persoonlijk record van 2:28.49. Een jaar later werd ze op de Olympische Spelen van Athene 62e in een tijd van 3:08.11.
In 2005 finishte Ana Dias als tweede in de marathon van Rotterdam in een tijd van 2:31.27. In 2006 werd zij vierde op de halve marathon van Parijs. In 2007 behaalde ze op de marathon van Rotterdam een vijfde plaats met een tijd van 2:36.49. Op de Olympische Spelen van 2008 in Peking finishte ze op de 46e plaats in 2:36.25.

## Titels
- Portugees kampioene 3000 m - 1994
- Portugees kampioene 5000 m - 2001, 2009

## Persoonlijke records
Baan
| Onderdeel | Prestatie | Datum         | Plaats    |
| --------- | --------- | ------------- | --------- |
| 800 m     | 2.14,23   |               |           |
| 1500 m    | 4.15,97   | 1998          |           |
| 3000 m    | 9.07,62   | 14 mei 2000   | Lissabon  |
| 5000 m    | 15.26,41  | 22 juli 2001  | Lissabon  |
| 10.000 m  | 31.39,52  | 10 april 1999 | Barakaldo |

Weg
| Onderdeel      | Prestatie | Datum             | Plaats            |
| -------------- | --------- | ----------------- | ----------------- |
| 5 km           | 16.21     | 31 december 2010  | Bolzano           |
| 10 km          | 32.52     | 31 december 2009  | Barcelona         |
| 15 km          | 50.25     | 18 juni 2005      | Porto             |
| 10 Eng. mijl   | 54.53     | 20 september 2009 | Amsterdam         |
| halve marathon | 1:10.28   | 6 september 2003  | Oruña de Piélagos |
| 25 km          | 1:27.30   | 15 april 2007     | Rotterdam         |
| 30 km          | 1:45.29   | 15 april 2007     | Rotterdam         |
| marathon       | 2:28.49   | 28 september 2003 | Berlijn           |

## Palmares

### 5000 m
- 1996: series OS - 15.57,35

### 10.000 m
- 1999: 15e WK - 32.37,72
- 2000: 12e OS - 33.21,69
- 2001: 21e WK - 33.03,78
- 2002: 19e EK - 32.41,56
- 2006: 7e Europacup 10.000 m - 32.37,76
- 2009: 16e WK - 31.49,91
- 2009: 4e Europacup 10.000 m - 31.42,94
- 2012: 8e Europacup 10.000 m - 32.20,89

### 10 Eng. mijl
- 2009: 8e Dam tot Damloop - 54.53

### halve marathon
- 2006: 4e halve marathon van Parijs - 1:10.40
- 2009:  halve marathon van Barcelona - 1:13.10

### marathon
- 2003: 4e marathon van Berlijn - 2:28.49
- 2004: 62e OS - 3:08.11
- 2005:  marathon van Rotterdam - 2:31.27
- 2005: 32e WK - 2:36.50
- 2006: DNF EK
- 2007:  marathon van Rotterdam - 2:39.49
- 2008:  marathon van Sevilla - 2:29.22
- 2008: 46e OS - 2:36.25
- 2010: 16e EK - 2:41.02 (na DQ Živilė Balčiūnaitė + Nailja Joelamanova)

### veldlopen
- 1994: 12e EK - 14.54
- 1995: 9e EK - 14.22
- 2007: 25e EK - 28.13,  landenklassement
- 2009: 19e WK - 28,05
- 2010: 10e EK - 27.27